# Mesar
Mesar se bavi klanjem, obradom i preradom mesa te proizvoda iz mesa za prehranu i radu u mesnici ili u klaonici. 